# Chytra

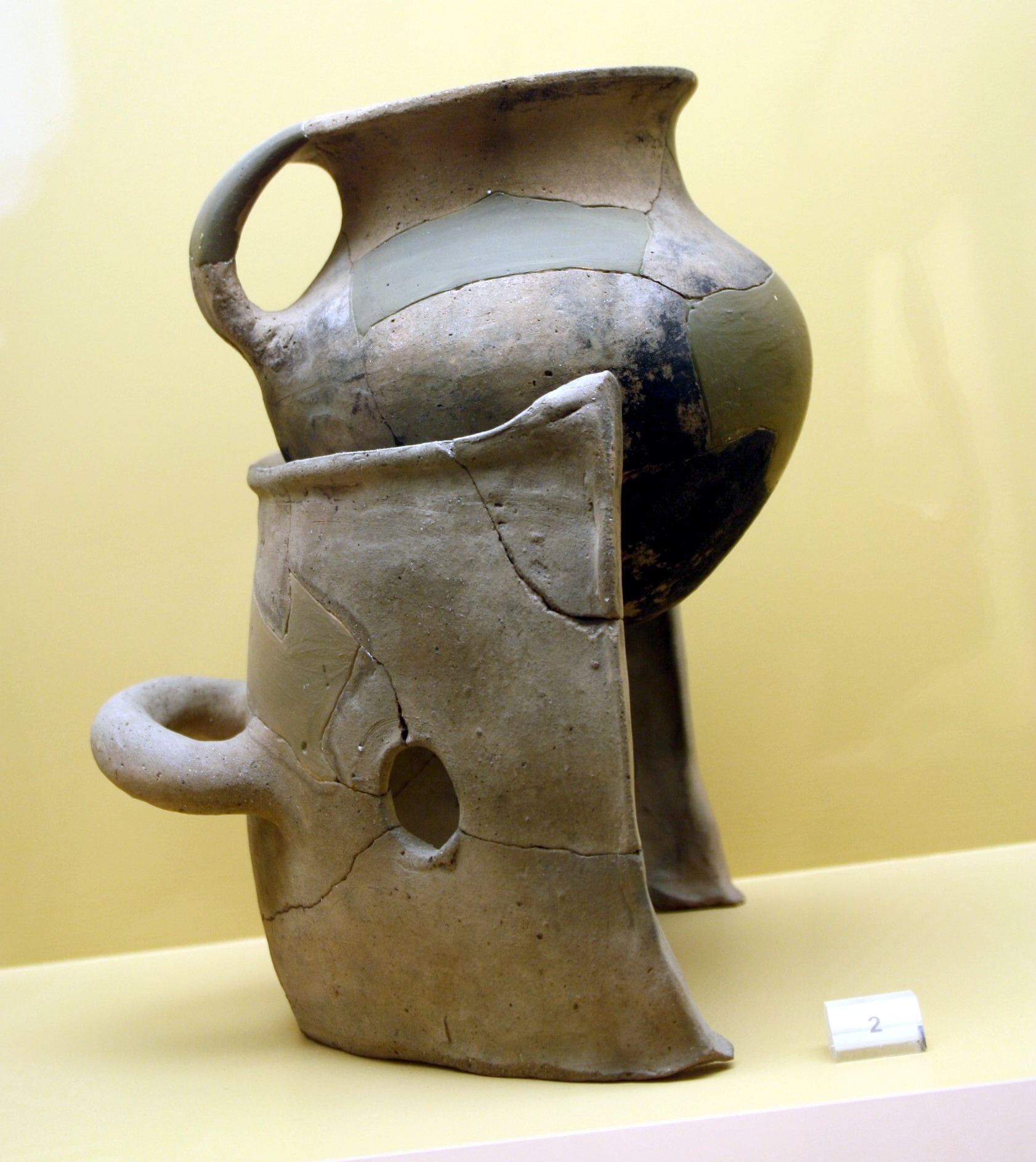
Chytra und zugehörige Feuerstelle im Agora-Museum in Athen

Als Chytra (altgriechisch Χύτρα Chýtra) wird in der klassischen Archäologie eine Form antiker griechischer Keramik bezeichnet.
Die Chytra war ein wannenähnliches Kochgeschirr. Es ist heute nicht mehr genau bekannt, wie es genau aussah oder um welche Art Artefakt es sich dabei handelt. Bekannt ist die Form aus der schriftlichen Überlieferung bei Athenaios. Er verwendet es dort analog zum Begriff Kakkabe. Anders als dieser Begriff findet diese Bezeichnung jedoch auch eine moderne Verwendung in der Forschung. Hier wird eine etwa 20 Zentimeter hohe Vasenform mit rundem Körper und ein oder zwei Henkeln als Chytra bezeichnet. Die Henkel verbinden die Schulter und Lippe des Gefäßes miteinander. Chytren wurden in zylinder- oder fassförmigen Öfen benutzt.